# ريك كلاسن
ريك كلاسن هو لاعب كرة قدم كندية كندي، ولد في 25 يوليو 1959 في Sardis, Chilliwack ‏ في كندا، وتوفي في 10 ديسمبر 2016.